# Körle
Körle település Németországban, Hessen tartományban. Lakosainak száma 3186 fő (2023. december 31.).

## Népesség
A település népességének változása:
| Lakosok száma | 2933 | 2959 | 3039 | 3089 | 3186 |
|               | 2017 | 2019 | 2021 | 2022 | 2023 |